# Borsttagging
Borsttagging (Gloiodon strigosus) är en svampart som först beskrevs av Olof Swartz, och fick sitt nu gällande namn av Petter Adolf Karsten 1879. Borsttagging ingår i släktet Gloiodon och familjen Bondarzewiaceae.  Arten är reproducerande i Sverige. Inga underarter finns listade i Catalogue of Life.